# Sharon Rider
Sharon Rider, född 17 oktober 1963 i New York, är en amerikansk-svensk filosof. Sedan 1 mars 2012 är hon professor i teoretisk filosofi vid Uppsala universitet, där hon är biträdande forskningsledare för det tioåriga, av Vetenskapsrådet finansierade, forskningsprogrammet Engaging Vulnerability.
Sharon Rider disputerade 1998 i teoretisk filosofi vid Uppsala universitet. 2015 blev hon den första mottagaren av Humtankpriset.